# 수레네
《수레네》는 1987년 5월 24일에 MBC TV에서 방영된 베스트셀러극장이다.

## 줄거리
수레를 끌고 다니며 고물수집과 청소를 한다고 해서 '수레네'로 불리는 할머니(고두심)는 한국전쟁 당시 피난길에서 가족과 헤어진 아픈 기억을 가지고 있다. 한국전쟁이 끝난 직후 수레네는 자신을 구해준 고물장수 박씨(홍순창)와 재혼하여 자녀를 둔다. 그후 수레네는 피난길에서 헤어진 아들(임정하)이 의사가 되어 같은 동네에서 병원을 개업하고 있다는 사실을 우연히 알게 되는데...

## 출연
- 고두심
- 홍순창
- 이묵원
- 임정하
- 이금복
- 이상숙
- 차재홍
- 정진
- 임문수
- 박상조
- 김지영
- 차주옥
- 이상미
- 김순용
- 이은철
- 순동운
- 최선균
- 송일권
- 문용민
- 김두삼
- 허기호
- 박용근
- 한송이
- 이경아
- 윤예희
- 정진화
- 조현철
- 문소정
- 윤선민
- 김용환
- 최인성